# Polarkreis 18
Polarkreis 18 er et tysk band fra Dresden, der før hed Jack of all Trades, men ændrede senere bandnavnet til Polarkreis 18 i 2004. Polarkreis 18 spiller en blanding af Pop Rock, Post-rock, Synthiepop og Indietronic.
Bandet består af:
- Felix Räuber – Vokal, guitar, klaver
- Philipp Makolies – Guitar, klaver
- Christian Grochau – Trommer
- Uwe Pasora – Bass
- Silvester Wenzel – Klaver, elektronik, backingvokal
- Ludwig Bauer – Klaver, guitar, trompet

## Diskografi
Albums:
- Look – 2005
- Polarkreis 18 – 2007
- The Colour of Snow – 2008
- Frei – 2010

Singles:
- Allein Allein – 2008
- The Colour of Snow – 2009
- Happy Go Lucky – 2009
- Unendliche Sinfonie – 2010